# Eleutherodactylus warreni
Eleutherodactylus warreni là một loài ếch trong họ Leptodactylidae. Chúng là loài đặc hữu của Haiti.
Môi trường sống tự nhiên của nó là các khu rừng khô nhiệt đới hoặc cận nhiệt đới. Loài này đang bị đe dọa do mất môi trường sống.